# Risinge församling
Risinge församling var en församling i Linköpings stift och i Finspångs kommun. Församlingen utökades 2013 och namnändrades till Finspångs församling.
Församlingskyrkor var Risinge nya kyrka, Risinge gamla kyrka och Finspångs slottskapell.

## Administrativ historik

Församlingens vapen.

Församlingen har medeltida ursprung. 
Församlingen utgjorde till 2013 ett eget pastorat. Mellan 1932 och 1952 var församlingen uppdelad i två kyrkobokföringsdistrikt: Risinge kbfd och Finspångs kbfd. Församlingen uppgick (namnändrades) 2013 i Finspångs församling.

## Kyrkoherdar
Kyrkoherdens bostad låg vid Risinge gamla kyrka och ägs sedan 1908 av Svenska staten.
| Ämbetstid | Namn                    | Levnadstid | Övrigt                                    |
| --------- | ----------------------- | ---------- | ----------------------------------------- |
| 1304      | Johan                   |            |                                           |
| 1305-1309 | Suno                    | -1309      | Curatus.                                  |
| 1310      | Laurentius              |            |                                           |
| 1332-1350 | Nicolaus Magni          | -1350      | Curatus.                                  |
| 1351-1360 | Jonas (Jonis, Johannes) | -1360      | Curatus.                                  |
| 1369      | Suno                    |            |                                           |
| 1410      | Nicolaus                |            |                                           |
| 1439      | Ambjörn                 |            |                                           |
| 1444-1458 | Paulus Erici            |            | Curatus.                                  |
| 1492-1509 | Magnus                  | -1509      |                                           |
| 1510-1517 | Nicolaus Jonae          | -1517      | Curatus.                                  |
| 1518-1526 | Ericus Laurentii        | -1526      |                                           |
| 1527      | Finwed                  |            | Curatus.                                  |
| 1552      | Oluff                   |            |                                           |
| 1555–1559 | Joannes Haraldi         | –1572      | Senare kyrkoherde i Regna församling.     |
| 1559-1564 | Claudius Botvidi        | 1524-1564  |                                           |
| 1566      | Abrahamus               | -1566      |                                           |
| 1566-1606 | Nicolaus Thoreri        | 1539-1606  | Kyrkoherde och kontraktsprost.            |
| 1607–1646 | Claudius Botvidi        | 1573–1646  | Kyrkoherde och kontraktsprost.            |
| 1648-1693 | Benedictus Bruzœus      | 1606-1693  | Kyrkoherde och kontraktsprost.            |
| 1693-1695 | Ericus Phoenix          | 1636-1695  | Kyrkoherde och kontraktsprost.            |
| 1697-1702 | Jonas Lithunius         | 1653-1702  | Kyrkoherde och kontraktsprost.            |
| 1703-1717 | Johannes Phoenix        | 1668-1717  | Kyrkoherde och kontraktsprost.            |
| 1718-1743 | Sveno Laurelius         | 1667-1743  | Kyrkoherde och kontraktsprost.            |
| 1743-1771 | Lars Wrangel            | 1704-1771  | Kontraktsprost.                           |
| 1772-1792 | Daniel Adolphsson       | 1716-1792  | Kontraktsprost.                           |
| 1793-1796 | Johan Claës Westerdahl  | 1729-1796  |                                           |
| 1797-1845 | Matthias Stenhammar     | 1766-1845  | Kontraktsprost.                           |
| 1845-1866 | Anders Arvid Arvedson   | 1794-1866  |                                           |
| 1869–1888 | Johan Magnus Cassel     | 1831–1891  | Senare kyrkoherde i Kvillinge församling. |
| 1886-1895 | Johannes Neander        | 1846-1895  | Kontraktsprost.                           |
| 1895-1903 | Anders Graneli          | 1835-1903  |                                           |
| 1903-1920 | Theodor Svante Ekman    | 1851-1920  |                                           |
| 1923–1940 | Pontus Leander          | 1872–1940  | Kontraktsprost.                           |
| 1960–1972 | Gösta Enwall            | 1902–1976  | Kontraktsprost.                           |
| 1972–1991 | Olle Ottosson           | 1926–2022  | Kontraktsprost.                           |

### Komministrar
Komministers bostad hette Ölstad och låg vid Risinge nya kyrka.
| Ämbetstid | Namn                          | Levnadstid | Övrigt                                      |
| --------- | ----------------------------- | ---------- | ------------------------------------------- |
| 1540      | Sveno                         |            |                                             |
| 1593      | Matthias                      |            |                                             |
| 1622-1634 | Johannes Laurentii            | -1634      |                                             |
| 1635      | Georgius Laurentii Daalhemius | –1652      | Senare kyrkoherde i Trehörna församling.    |
| 1641-1656 | Amundus Joannis Myckovius     | -1656      |                                             |
| 1657-1663 | Samuel Smaltze                | -1663      |                                             |
| 1664-1701 | Daniel Erici                  | -1701      |                                             |
| 1702–1722 | Jonas Cronstrand              | 1670–1747  | Senare kyrkoherde i Varvs församling.       |
| 1722-1737 | Mårten Lithun                 | 1690-1769  | Senare kyrkoherde i Tjällmo församling.     |
| 1737–1763 | Petrus Nygren                 | 1708–1787  | Senare kyrkoherde i Skeppsås församling.    |
| 1764–1777 | Samuel Palmærus               | 1728–1785  | Senare kyrkoherde i Kullerstads församling. |
| 1777-1793 | Johan Claës Westerdahl        | 1729-1796  | Senare kyrkoherde i församlingen.           |
| 1794–1810 | Johan Axel Wiström            | 1754–1827  | Senare kyrkoherde i Borgs församling.       |
| 1810–1818 | Anders Hagert                 | 1768–1839  | Senare kyrkoherde i Linderås församling.    |
| 1819-1862 | Lars Gustaf Jern              | 1777-1862  |                                             |
| 1863      | Johan August Ahlberg          | 1821-1903  | Senare kyrkoherde i Drothems församling.    |
| 1880      | Konrad Leonard Asproth        | 1848–1914  | Senare kyrkoherde i Jonsbergs församling.   |
| 1892–1896 | Wilhelm Arbin                 | 1856–1928  | Senare fängelsepredikant i Stockholm.       |
| 1896–1903 | Nils Häger                    | 1859–1949  | Senare kyrkoherde i Västra Ny församling.   |
| 1903–1908 | Joël Fries                    | 1868–1940  | Senare kyrkoherde i Södra Vi församling.    |
| 1908-1927 | Gustaf Widelius               | 1876–1950  | Senare kyrkoherde i Klockrike församling.   |
| 1931–1940 | Ossian Mollander              | 1888–      | Kontraktsprost.                             |

### Huspredikanter
Huspredikanter på Ekön.
| Ämbetstid | Namn           | Levnadstid | Övrigt |
| --------- | -------------- | ---------- | ------ |
| 1757-1758 | Petrus Ringius | 1731-1758  |        |

Huspredikanter på Kolstad.
| Ämbetstid | Namn               | Levnadstid | Övrigt                                     |
| --------- | ------------------ | ---------- | ------------------------------------------ |
| 1637      | Andreas Follingius |            | Senare komminister i Skärkinds församling. |

## Organister och klockare
Lista över organister.
| Ämbetstid | Namn                    | Levnadstid | Övrigt                |
| --------- | ----------------------- | ---------- | --------------------- |
| 1694–1709 | Gudmund                 |            | Klockare              |
| 1718      | Erik Jonsson            |            | Organist              |
| 1723–1727 | Nils                    |            | Organist              |
| 1731–1757 | Peter Björling          | 1702–1757  | Organist och klockare |
| 1760      | Jacob                   |            | Organist              |
| 1788–1797 | Johan Jacob Fahlstedt   | 1726–      | Organist              |
| 1803–1817 | Per Johan Solfeldt      | 1778–1817  | Organist och klockare |
| 1820–1847 | Johan Fredrik Österberg | 1799–1847  | Organist och klockare |
| 1847–1896 | Carl Peter Hallberg     | 1825–      | Organist och klockare |
| 1962–1964 | Nils Rutger Ankarstrand | 1927–      | Organist.             |